# Trentwood
Trentwood az Amerikai Egyesült Államok északnyugati részén, Washington állam Spokane megyéjében elhelyezkedő egykori statisztikai település, 2003 óta Spokane Valley része. A 2000. évi népszámláláskor 4388 lakosa volt.

## Népesség
A 2000-es népszámláláskor   4388 lakója, 1546 háztartása és 1179 családja volt. A népsűrűség 953,9 fő/km2. A lakóegységek száma 1632, sűrűségük 354,8 db/km2. A lakosok 92,68%-a fehér, 0,71%-a afroamerikai, 1,07%-a indián, 2,71%-a ázsiai, 0,11%-a a Csendes-óceáni szigetekről származik, 0,71%-a egyéb-, 2,01%-a pedig kettő vagy több etnikumú. A spanyol vagy latino származásúak aránya 2,39% (1,3% mexikói, 0,3% Puerto Ricó-i,  0,8% pedig egyéb spanyol/latino származású.)
A háztartások 42,6%-ában élt 18 évnél fiatalabb. 57,2% házas, 13,8% egyedülálló nő; 23,7% pedig nem család. 18,2% egyedül élt; 4,4%-uk 65 éves vagy idősebb. Egy háztartásban átlagosan 2,82 személy élt; a családok átlagmérete 3,2 fő.
Lakóinak 31,1%-a 18 évesnél fiatalabb, 8,5% 18 és 24 év közötti, 31,4%-uk 25 és 44 év közötti, 21,9%-uk 45 és 64 év közötti, 7,2%-uk pedig 65 éves vagy idősebb. A medián életkor 34 év volt. Minden 100 nőre 104,2 férfi jut; a 18 évnél idősebb nőknél ez az arány 100,9.
A háztartások medián bevétele 41 128 amerikai dollár, ez az érték családoknál $45 455. A férfiak medián keresete $31 968, míg a nőké $25 368. Az egy főre jutó bevétel (PCI) $16 566. A családok 7,9%-a, a teljes népesség 8,6%-a élt létminimum alatt; a 18 év alattiaknál ez a szám 8,3%, a 65 évnél idősebbeknél pedig 14,1%.